# Raimund Ločičnik
Raimund Ločičnik (* 16. Juni 1955 in Steyr, Oberösterreich) ist ein österreichischer Historiker, Kunsthistoriker und Heimatforscher sowie ehemaliger Stadtarchivar am Magistrat der Stadt Steyr.

## Leben
Raimund Ločičnik besuchte die Höhere Technische Bundeslehranstalt Krems, wo er in der Abteilung Hochbau maturierte. Danach studierte er an der Universität Salzburg Kunstgeschichte, Publizistik und Philosophie. Er war u. a. als Mitarbeiter bei Salzburger Landesausstellungen tätig. In Steyr absolvierte er eine Restaurator-Ausbildung und wurde später Leiter des Stadtarchivs der Stadt Steyr.
Ločičnik ist weiters Autor zahlreicher Bücher mit Schwerpunkt Zeitgeschichte. Er ist Obmann des Vereins Freunde der Geschichte der Stadt Steyr und der Eisenwurzen.

## Publikationen
- Das Steyrtal in alten Ansichten. Ennsthaler, Steyr 2001.
- Steyr historisch. Steyr 2006.
- Das Salzkammergut. Sutton Verlag, Erfurt 2006.
- Das Steyrtal. Sutton, Erfurt 2011.
- 125 Jahre Steyrtalbahn. Sutton, Erfurt 2011.
- Schatztruhe Oberösterreich. Sutton, Erfurt 2011, ISBN 978-3-86680-878-2.

## Auszeichnungen
- Titel Konsulent